# Synagoge (Ahrensburg)
Die Synagoge in Ahrensburg wurde 1822 in der Nähe der Schlosskirche errichtet. 1939 wurde sie verkauft und anschließend abgerissen.

## Synagoge
Bereits vor 1822 existierte ein Betraum in einem Privathaus. Ca. 1822 errichtete die Gemeinde eine Synagoge. Es handelte sich dabei um ein kleines strohgedecktes Gebäude. Der Betsaal, der sich im hinteren Teil des Gebäudes befand, war durch eine Holzwand in einen Bereich für Männer und einen Bereich für Frauen unterteilt. Nachdem die Gemeinde Ende der 1920er Jahre offiziell aufgelöst worden war, wurde auch die Synagoge aufgegeben. 1939 wurde sie verkauft und später abgerissen. Heute gibt es wieder einen Betsaal in Ahrensburg. Er befindet sich im Gemeindezentrum der 2003 neu gegründeten jüdischen Gemeinde.

## Jüdische Gemeinde Ahrensburg
Die erste jüdische Gemeinde bestand in Ahrensburg von 1788 bis 1941. Die Gemeinde verfügte über einen eigenen jüdischen Friedhof und zeitweise über eine jüdische Schule. 2003 wurde in Ahrensburg eine neue jüdische Gemeinde gegründet.